# Giacomo Cantelmo

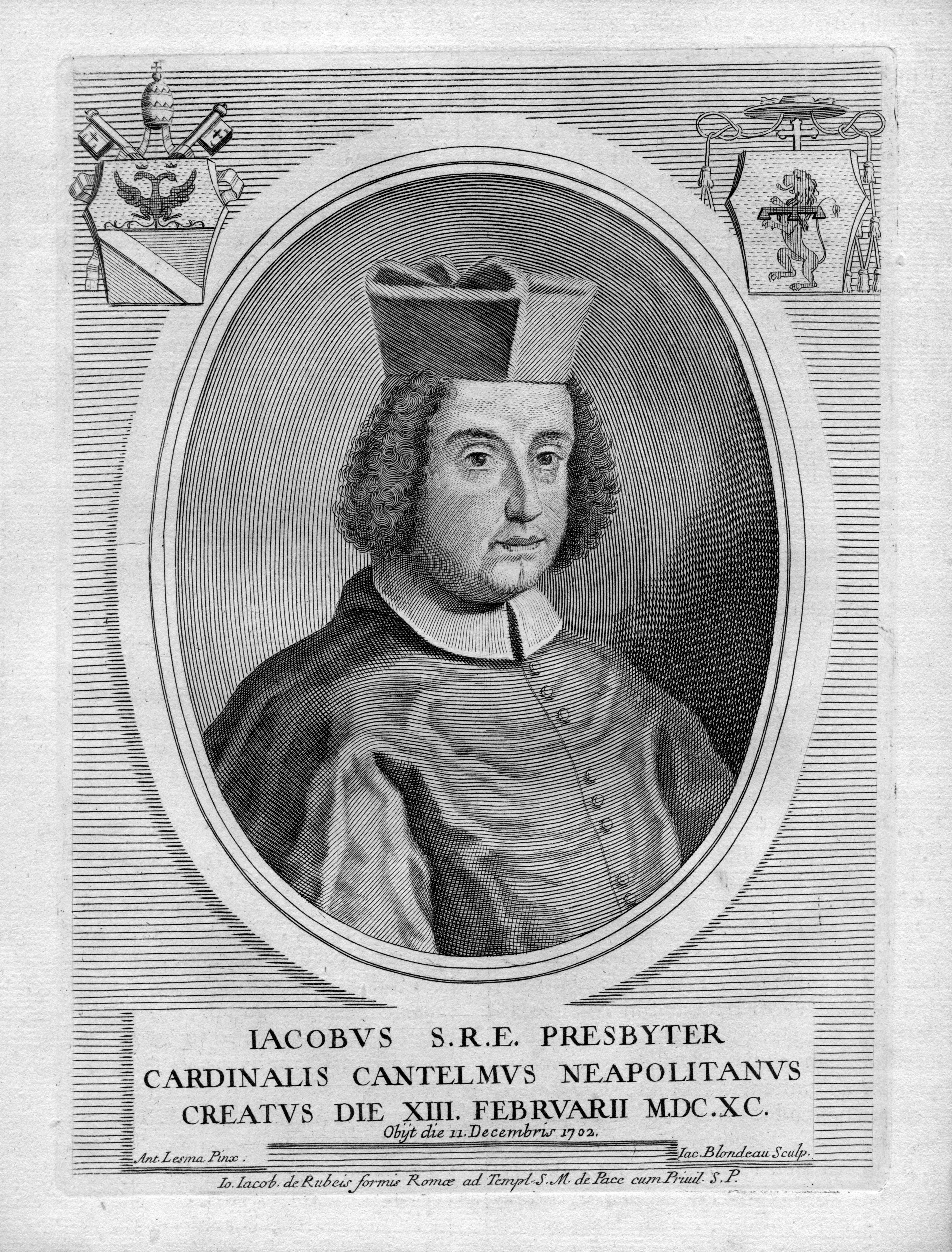
Giacomo Kardinal Cantelmo

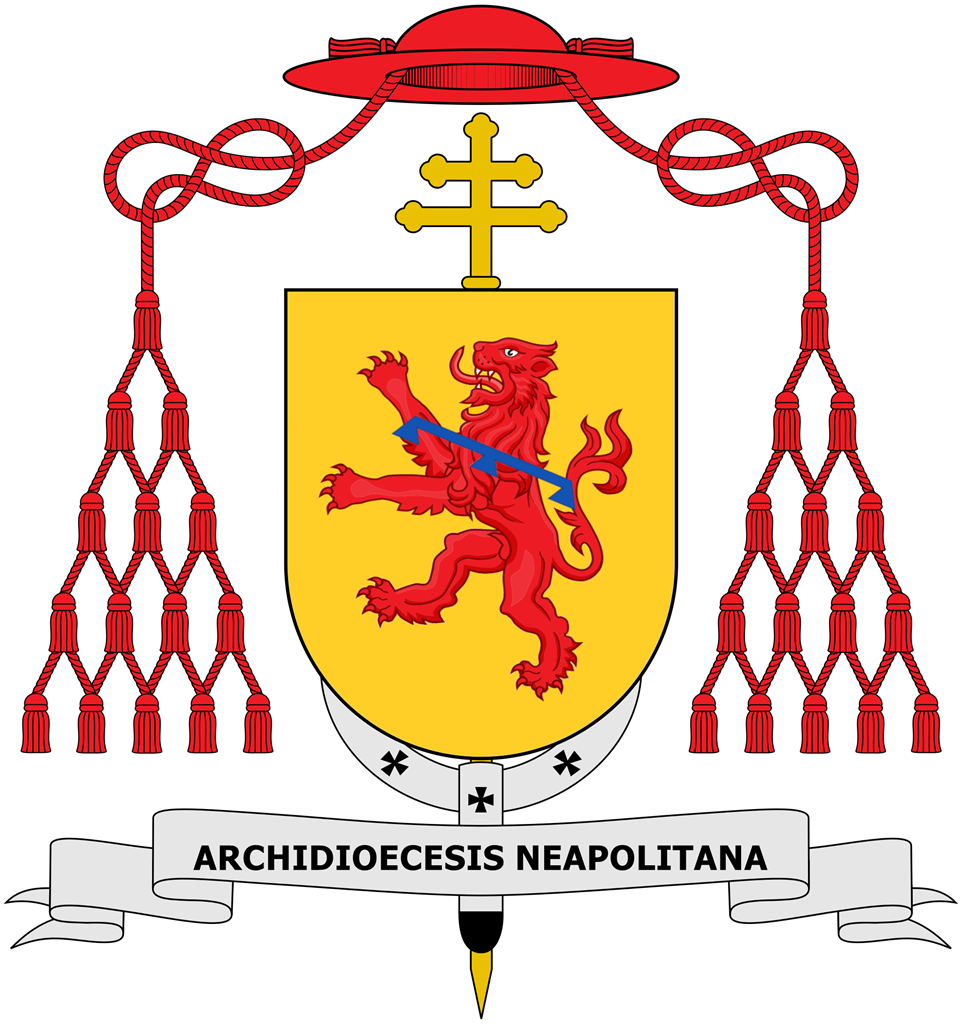
Kardinalswappen (moderne schematische Darstellung)

Giacomo Cantelmo (* 13. Juni 1645 in Neapel; † 11. Dezember 1702 ebenda) war ein Kardinal der Römischen Kirche.
Giacomo Cantelmo empfing am 3. Oktober 1663 durch Kardinal Carlo Pio in der Kirche Sant’Andrea della Valle in Rom gemeinsam mit Francesco Pignatelli die Bischofsweihe; Mitkonsekratoren waren Giuseppe Bologna und Gregorio Giuseppe Gaetani.
Cantelmo arbeitete für die Römische Kurie und die päpstliche Diplomatie. Er war unter anderem Nuntius in Venedig, der Schweiz, Polen und Österreich. Von 1678 bis 1683 war er Inquisitor in Malta. Cantelmo war von 1690 bis 1691 Erzbischof von Capua, von 1691 bis zu seinem Tode Erzbischof von Neapel. Papst Alexander VIII. erhob Giacomo Cantelmo im Februar 1690 zur Kardinalswürde. Im März 1690 erhielt er den Kardinalshut, bevor er im April d. J. in seiner Titelkirche Santi Marcellino e Pietro installiert wurde. Von 1700 bis zu seinem Tode war er Camerlengo des Kardinalkollegiums.